# Kohavision
Kohavision је комерцијално-радиодифузна телевизијска и радио-станица на албанском језику чији је власник Koha Group. Покрента је 21. септембра 2000. године. Углавном емитује информативни програм, док је Koha e Lajmeve најгледанији издање вести на Косову и Метохији.

## Историја
је покренута 2000. године. Први директор ове медијске куће био је Ветон Сурој. Он је сада бивши власник куће, а његова сестра Флака Сурој преузела је функцију генералног директора. Kohavision је позната по томе што поседује најчитаније новине на Косову и Метохији, Koha Ditore. Почела је двочасовни програм дневно, али сада се емитује 24 сата. Koha је водећа медијска кућа на Косову и Метохији.